# Harajuku Girls

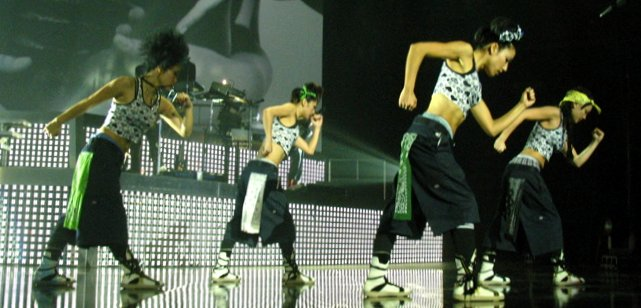
Les Harajuku Girls sur la scène du Harajuku Lovers Tour 2005

Les Harajuku Girls sont quatre jeunes danseuses nippo-américaines qui participent aux tournées et aux clips de Gwen Stefani. Les jeunes filles sont également aux côtés de Gwen Stefani lors de ses apparitions en public.
Les Harajuku Girls sont Maya Chino ("Love"), Jenifer Kita ("Angel"), Rino Nakasone-Razalan ("Music") et Mayuko Kitayama ("Baby"). Le nom des filles fait référence à Harajuku, un quartier de Tokyo célèbre pour ses styles vestimentaires excentriques, et leurs noms de scène sont dérivés de l'album de Gwen Stefani Love. Angel. Music. Baby..
L'artiste américano-asiatique Margaret Cho a émis des critiques sur Stefani et le groupe car elle pense qu'elles renforcent les stéréotypes  sur les asiatiques. Nakasone-Razalan a répliqué que Stefani était inspirée par la mode et la culture japonaise et se sentait honorée  de partager la scène avec le groupe.

## Histoire
Les Harajuku Girls ont été embauchées en 2004 comme danseuses pour l'album Love. Angel. Music. Baby. de Gwen Stefani. Les quatre filles continuent d'apparaître aux côtés de Stefani dans différents clips vidéo : What You Waiting For?, Rich Girl, Hollaback Girl, Luxurious, Crash, Wind It Up, The Sweet Escape (chanson), et Now That You Got It. Dans un célèbre show télévisé, Gwen Stefani présente les danseuses comme ses amies imaginaires.[réf. souhaitée]
En 2016, une série animée dérivée des Harajuku Girls est lancée par la chanteuse sur la chaîne de télévision Nickelodeon sous le nom Kuu Kuu Harajuku.

## Les filles

### Maya Chino

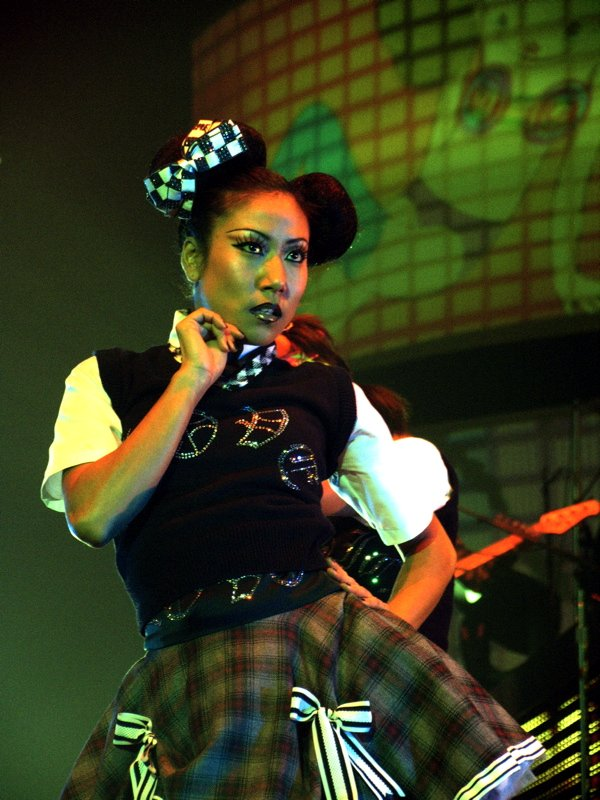
Maya Chino ("Love") sur scène Harajuku Girls

Maya Chino (nom de scène : "Love") grandit à Tokyo. Elle commence par apprendre la danse classique quand elle a trois ans et fait également des claquettes. Avant de danser avec Gwen Stefani, elle a travaillé pour l'artiste Sud-Coréenne BoA. Elle vit à Los Angeles et enseigne le Hip Hop à des enfants à l'HoriPro Music Academy

### Jennifer Kita
Jennifer Kita (nom de scène : "Angel/Lil Angel"), est américano-japonaise et nait en 1978 à Torrance (Californie). Après des études à South High School, Jennifer déménage à San Diego et étudie le hip-hop à Mesa College. Elle rejoint ensuite la troupe de danse de la Culture Shock San Diego, où elle reste pendant deux ans, puis rejoint la compagnie de divertissement Urban FX, où elle danse pendant un an. 

### Rino Nakasone Razalan
Rino Nakasone Razalan (nom de scène :  "Music"), nait le 11 juin 1979 et grandit à Okinawa. Elle s'est intéressée à la danse après avoir vu les clips de Michael Jackson et Janet Jackson et en imitant leurs mouvements. À l'âge de dix-neuf, elle se rend à Los Angeles pour étudier la danse et pour l'enseigner plus tard. Elle rejoint le groupe exclusivement féminin Beat Freaks, qui a participé et a été finaliste au Meilleur groupe de danse américain. Plus récemment, elle apparaît dans l'émission Siren Assassins comme "Queen Jade". Elle est mariée à Lee-J Razalan. Elle fait maintenant partie des Pussycat Dolls. Elle est également la chorégraphe du Boys Band coréen SHINee.

### Mayuko Kitayama
Mayuko Kitayama (nom de scène :  "Baby"), naît le 14 février 1984 et grandit à Osaka. Elle a ensuite déménagé à New York, où elle a dansé pour plusieurs studios après avoir déjà dansé au Japon pendant plusieurs années. Courant 2004, elle apparaît comme danseuse pour la tournée The Onyx Hotel Tour de Britney Spears.

## Critiques
Dans une interview début 2006 dans le Blender (magazine), la comédienne Margaret Cho compare les Harajuku Girls de Stefani à un minstrel show qui renforce les stéréotypes à l'encontre des personnes asiatiques.
L'écrivain Mihi Ahn a également déclaré : « Stefani a copié la mode japonaise et a tourné ces femmes en geisha des temps modernes ».